# Selección de baloncesto de Nauru
La selección de baloncesto de Nauru es el equipo formado por jugadores de nacionalidad nauruana que representa a la Asociación de Baloncesto de Nauru en las competiciones internacionales organizadas por la Federación Internacional de Baloncesto (FIBA) o el Comité Olímpico Internacional (COI): los Juegos Olímpicos, la Copa Mundial de Baloncesto y el Campeonato FIBA Oceanía.

## Historia
Fue creada en el año 1962 y se afilió a FIBA Oceanía hasta 1975, con lo que en sus primeros años solo participaba en los Juegos del Pacífico, en los que participó por primera vez en 1965.
Su historial de participaciones es bastante limitado por el hecho de que estuvo inactiva por 10 años entre los años 1980 y 1990 con algunas participaciones como en el Campeonato de Oceanía en 2011.
El equipo estuvo inactivo en el baloncesto competitivo internacional durante varios años después de participar en el Torneo de Baloncesto de Oceanía de 2001 en Fiyi. Inicialmente, Nauru planeó enviar un equipo a los Mini Juegos del Pacífico Sur de 2005, pero se retiró por razones no reveladas. Finalmente, regresó para los Juegos del Pacífico de 2015.
Nauru tuvo su mejor desempeño en los Juegos del Pacífico de 1969 cuando venció a las Islas Salomón, que tienen casi 60 veces la población de Nauru, y a Fiyi, que tiene casi 100 veces la población de Nauru.

## Historial

### Copa Mundial
Resultado General: No ocupa puesto
| Copa Mundial de Baloncesto |
| --- |
| - 1950: No calificó - 1954: No calificó - 1959: No calificó - 1963: No calificó - 1967: No calificó - 1970: No calificó - 1974: No calificó - 1978: No calificó - 1982: No calificó - 1986: No calificó - 1990: No calificó - 1994: No calificó - 1998: No calificó - 2002: No calificó - 2006: No calificó - 2010: No calificó - 2014: No calificó - 2019: No calificó - 2023: No calificó - 2027: TBD |

### Juegos Olímpicos
| Baloncesto en los Juegos Olímpicos |
| --- |
| - Berlín 1936: No calificó - Londres 1948: No calificó - Helsinki 1952: No calificó - Melbourne 1956: No calificó - Roma 1960: No calificó - Tokio 1964: No calificó - México 1968: No calificó - Múnich 1972: No calificó - Montreal 1976: No calificó - Moscú 1980: No calificó - Los Ángeles 1984: No calificó - Seúl 1988: No calificó - Barcelona 1992: No calificó - Atlanta 1996: No calificó - Sídney 2000: No calificó - Atenas 2004: No calificó - Pekín 2008: No calificó - Londres 2012: No calificó - Río 2016: No calificó - Tokio 2020: No calificó - París 2024: No calificó |